# Pristiphora subarctica
Pristiphora subarctica är en stekelart som först beskrevs av Forsslund 1936.  Pristiphora subarctica ingår i släktet Pristiphora, och familjen bladsteklar. Arten är reproducerande i Sverige.